# Jean-Paul Mulders
Jean-Paul Mulders (Kortrijk, 29 april 1968) is een Vlaamse journalist en schrijver. Hij studeerde rechten en werkte op een advocatenkantoor, maar besloot van zijn pen te gaan leven. Sinds 2002 heeft hij een wekelijkse column in Knack Weekend. Daarnaast schrijft hij onder meer voor De Morgen.
In 2008 beet Mulders zich vast in het mysterieuze verhaal van de Fransman Jean Loret, die in de jaren 1970 de wereldpers haalde door zich uit te geven voor de zoon van Adolf Hitler. Tot degenen die dit geloofden, behoorde onder meer de bekende Hitlerbiograaf Prof. dr. Werner Maser. Mulders slaagde erin verwanten van Hitler op te sporen op Long Island (VS) en in het Oostenrijkse Waldviertel. DNA-onderzoek, waarbij het Y-chromosoom van Loret werd vergeleken met dat van Hitlers familieleden, weerlegde dat Loret Hitlers zoon zou zijn. Het verslag van die zoektocht verscheen in boekvorm bij Herbig Verlag in München en bij het Nederlandse Aspekt. Het nieuws werd wereldwijd opgepikt. De betrouwbaarheid van dit onderzoek werd aanvankelijk door sommigen in twijfel getrokken. In 2014 echter liet een van de zonen van Jean Loret, Philippe Loret, zijn DNA analyseren voor een televisiedocumentaire op France 5. De conclusies van Mulders werden daardoor bevestigd.